# L'Amant statue

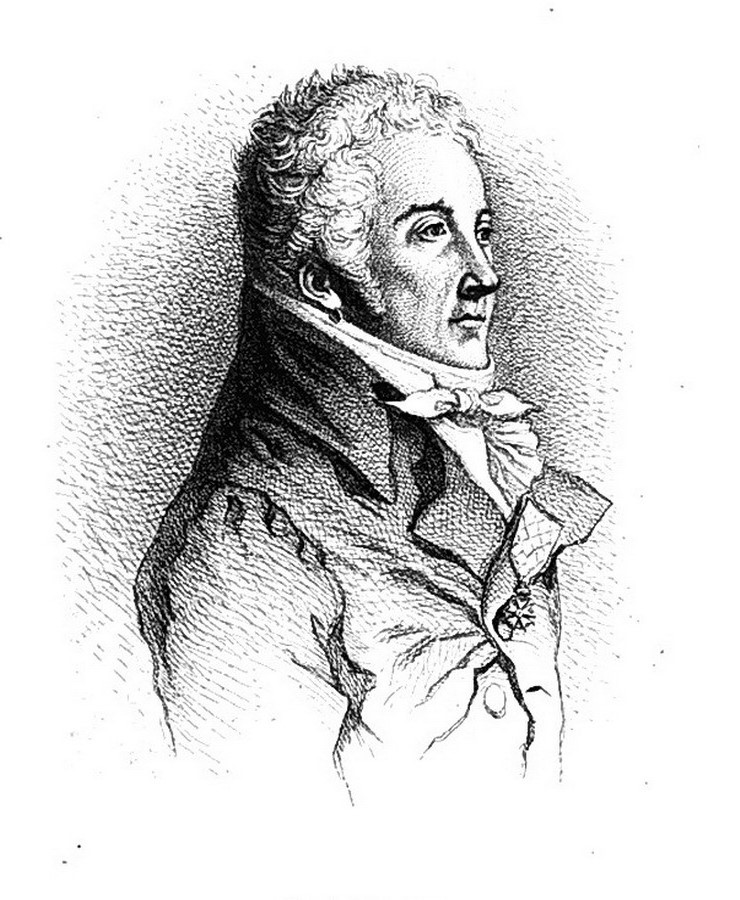
Nicolas Dalayrac

L'Amant statue (Den amorösa statyn) är en fransk opera i en akt med musik av Nicolas Dalayrac och libretto av Fouques Desfontaines.

## Historia
Operan hade premiär den 4 augusti 1785 på Opéra-Comique i Paris. Rollkaraktären Célimène har två berömda arior varav den andra går upp emot höga E (e3).

## Personer
- Célimène (sopran)
- Rosette (sopran)
- Dorval (tenor)
- Frontin (baryton)

## Handling
Den unge officeren Dorval skickar varje dag kärleksbrev till den blyga Célimène. För att göra slag i saken klär han ut sig till en kringvandrande försäljare av sånger och almanackor. Med hjälp av Frontin och Célimènes jungfru Rosette fortsätter han att lämna brev till sin älskade. Slutligen låsas Dorval att han är en trädgårdsstaty, men en mekanisk sådan. Célimène blir så förtjust i statyn, som till och med kan spela flöjt, att hon faller för statyns charm, varpå Dorval avslöjar sig och de båda kan äntligen gifta sig.